# Nightlife (альбом Pet Shop Boys)
Nightlife (с англ. — «Ночная жизнь») — седьмой студийный альбом британской поп-группы Pet Shop Boys, вышедший в 1999 году. По словам Нила Теннанта, «ночью к людям приходят особые мрачные чувства, поэтому альбом выдержан в мрачном, тёмном стиле». В Великобритании альбом занял 7-е место.

## Обзор
Nightlife сочетает много музыкальных жанров: транс («For Your Own Good» и «Radiophonic»), танцевальную поп-музыку («Closer To Heaven» и «I Don't Know What You Want But I Can't Give It Anymore»), диско («New York City Boy») и кантри («You Only Tell Me You Love Me When You're Drunk»).
Для альбома специально был создан новый имидж группы : Теннант и Лоу были одеты в длинные самурайские плащи, полосатые юбки, ботинки на большой подошве. На головах они носили парики — высокие рыжие волосы, напоминающие стиль панков. Этот образ Pet Shop Boys использовали на концертах на своём мировом турне «Nightlife Tour» и в трёх видеоклипах.
Одна из песен альбома — «In Denial» — исполнена группой вместе с австралийской певицей Кайли Миноуг (между прочим, песня специально была написана для певицы).
Всего было продано около 1,5 миллиона экз. альбома. По продажам в Великобритании альбом стал золотым.

## Обложка
Обложка оформлена Марком Фарроу.

## Список композиций

### «Nightlife»
1. «For Your Own Good» — 5:11
2. «Closer To Heaven» — 4:07
3. «I Don't Know What You Want But I Can't Give It Anymore» — 5:09
4. «Happiness Is An Option» — 3:48
5. «You Only Tell Me You Love Me When You're Drunk» — 3:12
6. «Vampires» — 4:43
7. «Radiophonic» — 3:32
8. «The Only One» — 4:21
9. «Boy Strange» — 5:10
10. «In Denial» (с Кайли Миноуг) — 3:20
11. «New York City Boy» — 5:16
12. «Footsteps» — 4:24

### «Nightlife Extra»
Американское издание «Nightlife» включало в себя второй диск, на котором были записаны ремиксы на песни из альбома, а также некоторые бисайды к альбомным синглам.
1. «Ghost Of Myself» — 4:02
2. «Casting A Shadow» — 4:36
3. «Je T'aime… Moi Non Plus» (featuring Sam Taylor-Wood) — 4:14
4. «Silver Age» — 3:30
5. «Screaming» — 4:51
6. «I Don't Know What You Want But I Can't Give It Anymore» (The Morales Remix) — 7:44
7. «I Don't Know What You Want But I Can't Give It Anymore» (Thee Maddkatt Courtship 80 Witness Mix) — 7:37
8. «New York City Boy» (The Superchumbo Uptown Mix) — 9:43
9. «New York City Boy» (The Almighty Definitive Mix) — 6:29
10. «New York City Boy» (The Thunderpuss 2000 Club Mix) — 10:52
11. «New York City Boy» (The Lange Mix) — 7:06

## Альбомные синглы
- I Don't Know What You Want But I Can't Give It Anymore (июль 1999; #15)
- New York City Boy (сентябрь 1999; #14)
- You Only Tell Me You Love Me When You're Drunk (2000; #8)

## Высшие позиции в чартах
| Страна         | Место |
| -------------- | ----- |
| Германия       | 2     |
| Швеция         | 4     |
| Великобритания | 7     |
| Швейцария      | 9     |
| Норвегия       | 16    |
| Австрия        | 16    |
| Финляндия      | 18    |
| Австралия      | 25    |
| Бельгия        | 29    |
| Италия         | 34    |
| Франция        | 36    |
| Нидерланды     | 61    |
| США            | 84    |